# Tieghemella
Tieghemella là một chi thực vật thuộc họ Sapotaceae. Chi này được Jean Baptiste Louis Pierre miêu tả lần đầu tiên năm 1890, với loài duy nhất được ông mô tả là T. africana.

## Các loài
Plants of the World Online công nhận 2 loài như sau:
- Tieghemella africana Pierre, 1890: Bờ Biển Ngà, Cameroon, Cộng hòa Congo, Cộng hòa Dân chủ Congo, Gabon, Sierra Leone.
- Tieghemella heckelii (A.Chev.) Pierre ex Heine, 1963: Bờ Biển Ngà, Cameroon, Ghana, Guinea, Liberia, Nigeria, Sierra Leone. Có thể có ở Cộng hòa Trung Phi, Cộng hòa Dân chủ Congo, Guinea.

Cả hai loài cây gỗ này đều được liệt kê là loài nguy cấp trong Sách đỏ IUCN. Gỗ của các loài Tieghemella trong giao dịch mua bán gỗ quốc tế được gọi là makore.

## Lưu ý
Danh pháp Tieghemella Pierre, 1890 là danh pháp được bảo tồn (nom. cons.), dù được công bố sau Tieghemella Berl. & De Toni, 1888 (nom. rej.).
Về Tieghemella Berl. & De Toni, 1888, xem bài Absidia.